# EPrix van Ad Diriyah
De ePrix van Ad Diriyah is een race uit het Formule E-kampioenschap. In 2018 maakte de race haar debuut op de kalender als de eerste race van het vijfde seizoen. Het is de eerste ePrix die in Zuidwest-Azië is gehouden. De race wordt gehouden op het Riyadh Street Circuit.

## Geschiedenis
In het voorjaar van 2018 kreeg de ePrix van Ad Diriyah, een voorstad van de Saoedische hoofdstad Riyad, een contract om tien jaar lang een ePrix in de stad te houden. Dit is onderdeel van het plan om meer sportevenementen in het land te organiseren. De eerste ePrix van Ad Diriyah werd gehouden op 15 december 2018. De race werd gewonnen door António Félix da Costa, die zijn eerste zege behaalde sinds de ePrix van Buenos Aires 2015.

## Resultaten
| Editie | Seizoen   | Circuit    | Winnaar                                          | Tweede                                          | Derde                                             | Pole position                                    | Snelste ronde                                |
| ------ | --------- | ---------- | ------------------------------------------------ | ----------------------------------------------- | ------------------------------------------------- | ------------------------------------------------ | -------------------------------------------- |
| 1      | 2018-2019 | Ad Diriyah | António Félix da Costa BMW i Andretti Motorsport | Jean-Éric Vergne DS Techeetah Formula E Team    | Jérôme d'Ambrosio Mahindra Racing                 | António Félix da Costa BMW i Andretti Motorsport | André Lotterer DS Techeetah Formula E Team   |
| 2      | 2019-2020 | Ad Diriyah | Sam Bird Envision Virgin Racing                  | André Lotterer TAG Heuer Porsche Formula E Team | Stoffel Vandoorne Mercedes-Benz EQ Formula E Team | Alexander Sims BMW i Andretti Motorsport         | Daniel Abt Audi Sport ABT Schaeffler         |
| 2      | 2019-2020 | Ad Diriyah | Alexander Sims BMW i Andretti Motorsport         | Lucas di Grassi Audi Sport ABT Schaeffler       | Stoffel Vandoorne Mercedes-Benz EQ Formula E Team | Alexander Sims BMW i Andretti Motorsport         | António Félix da Costa DS Techeetah          |
| 3      | 2020-2021 | Ad Diriyah | Nyck de Vries Mercedes-EQ Formula E Team         | Edoardo Mortara ROKiT Venturi Racing            | Mitch Evans Panasonic Jaguar Racing               | Nyck de Vries Mercedes-EQ Formula E Team         | Stoffel Vandoorne Mercedes-EQ Formula E Team |
| 3      | 2020-2021 | Ad Diriyah | Sam Bird Panasonic Jaguar Racing                 | Robin Frijns Envision Virgin Racing             | António Félix da Costa DS Techeetah               | Robin Frijns Envision Virgin Racing              | Nyck de Vries Mercedes-EQ Formula E Team     |
| 4      | 2021-2022 | Ad Diriyah | Nyck de Vries Mercedes-EQ Formula E Team         | Stoffel Vandoorne Mercedes-EQ Formula E Team    | Jake Dennis Avalanche Andretti Formula E          | Stoffel Vandoorne Mercedes-EQ Formula E Team     | Nick Cassidy Envision Racing                 |
| 4      | 2021-2022 | Ad Diriyah | Edoardo Mortara ROKiT Venturi Racing             | Robin Frijns Envision Racing                    | Lucas di Grassi ROKiT Venturi Racing              | Nyck de Vries Mercedes-EQ Formula E Team         | Sam Bird Jaguar TCS Racing                   |
| 5      | 2022-2023 | Ad Diriyah | Pascal Wehrlein TAG Heuer Porsche Formula E Team | Jake Dennis Avalanche Andretti Formula E        | Sam Bird Jaguar TCS Racing                        | Sébastien Buemi Envision Racing                  | René Rast Neom McLaren Formula E Team        |
| 5      | 2022-2023 | Ad Diriyah | Pascal Wehrlein TAG Heuer Porsche Formula E Team | Jake Dennis Avalanche Andretti Formula E        | René Rast Neom McLaren Formula E Team             | Jake Hughes Neom McLaren Formula E Team          | Sam Bird Jaguar TCS Racing                   |
| 6      | 2023-2024 | Ad Diriyah | Jake Dennis Andretti Formula E                   | Jean-Éric Vergne DS Penske                      | Nick Cassidy Jaguar TCS Racing                    | Jean-Éric Vergne DS Penske                       | Jake Dennis Andretti Formula E               |
| 6      | 2023-2024 | Ad Diriyah | Nick Cassidy Jaguar TCS Racing                   | Robin Frijns Envision Racing                    | Oliver Rowland Nissan Formula E Team              | Oliver Rowland Nissan Formula E Team             | Jake Dennis Andretti Formula E               |